# Arachnis martina
Arachnis martina är en fjärilsart som beskrevs av Druce 1897. Arachnis martina ingår i släktet Arachnis och familjen björnspinnare. Inga underarter finns listade i Catalogue of Life.